# کارا بلک
 کارا بلک (انگلیسی: Cara Black؛ زاده ۱۷ فوریهٔ ۱۹۷۹) یک تنیس‌باز اهل زیمبابوه است.